# Кил, Ховард
Ховард Кил (англ. Howard Keel, 13 апреля 1919 — 7 ноября 2004) — американский актёр и певец.
Кил снялся в нескольких десятках голливудских фильмов-мюзиклов производства Metro-Goldwyn-Mayer в пятидесятых годах, самые известные из которых «Возьми ружьё, Энни!» (1950) с Бетти Хаттон, «Плавучий театр» (1951) «Целуй меня, Кэт» (1953) с Кэтрин Грэйсон, «Семь невест для семерых братьев» с Джейн Пауэлл и «Кисмет» (1955) с Энн Блит. После расторжения контракта с MGM он вернулся на Бродвейскую сцену и последующие два десятилетия в основном работал в театре, редко появляясь в различных телешоу и вестернах. В 1958 году он был избран президентом гильдии киноактёров США.
В 1981 году Кил был приглашён на роль Клейтона Фэрроу, нефтяного магната и нового патриарха семейства и мужа для героини Барбары Бел Геддес, в популярный телесериал «Даллас». Он был приглашён чтобы заменить умершего Джима Дэвиса и снимался в шоу с начала четвёртого сезона, в 1981, до самого финала в 1991 году. Роль в сериале стала его самым большим достижением в карьере.
Кил за свою карьеру выпустил несколько сольных альбомов и синглов. 8 февраля 1960 года он получил собственную звезду на Голливудской «Аллее славы». У него было четверо дочерей от трёх разных браков, а также десять внуков. Он умер у себя дома 7 ноября 2004 года от рака толстой кишки.